# Cow Palace
Der Cow Palace (auch bekannt als California State Livestock Pavilion) ist eine Mehrzweckhalle in der US-amerikanischen Stadt Daly City, an der Stadtgrenze zu San Francisco, im Bundesstaat Kalifornien.

## Allgemeines
Im April 1941 wurde der Cow Palace fertiggestellt, nachdem man schon 1915 im Rahmen der Weltausstellung in San Francisco über den Bau einer Arena in der Bay Area nachgedacht hatte. Neben der Austragung von Eishockey- und Basketball-Spielen ist es möglich, aufgrund der großzügig angelegten Viehstallungen, Rodeos zu veranstalten.
Von 1962 bis 1964 und 1966 bis 1971 trugen die San Francisco Warriors aus der NBA ihre Heimspiele im Cow Palace aus. Von 1991 bis 1993 der neu gegründete NHL-Franchise der San Jose Sharks. Seit dem Bau der Arena wird das Grand National Rodeo alljährlich im Cow Palace abgehalten, mit Ausnahme der Jahre 1942 bis 1945, wo die Austragung dem Zweiten Weltkrieg zum Opfer fiel.
1956 und 1964 fanden hier die Republikanischen Nominierungsparteitage für die Präsidentschaftswahlen 1956 und 1964 statt. 1967 wurde das NBA All-Star Game in Daly City ausgetragen.
Am 19. August 1964 traten die Beatles während ihrer ersten Nordamerikatour in der Halle auf. Der damalige Manager der Halle, Ed Diran, berichtete, die Fans kreischten 4:45 Minuten lang so laut, dass die Beatles erst danach zu spielen anfangen konnten. Im Jahr 1976 spielte die Band Wings im Rahmen ihrer Wings-over-America-Tour im Cow Palace, 1978 wurde dort Neil Youngs Konzertfilm Rust Never Sleeps aufgezeichnet.